# 明治大学大学院農学研究科・農学部

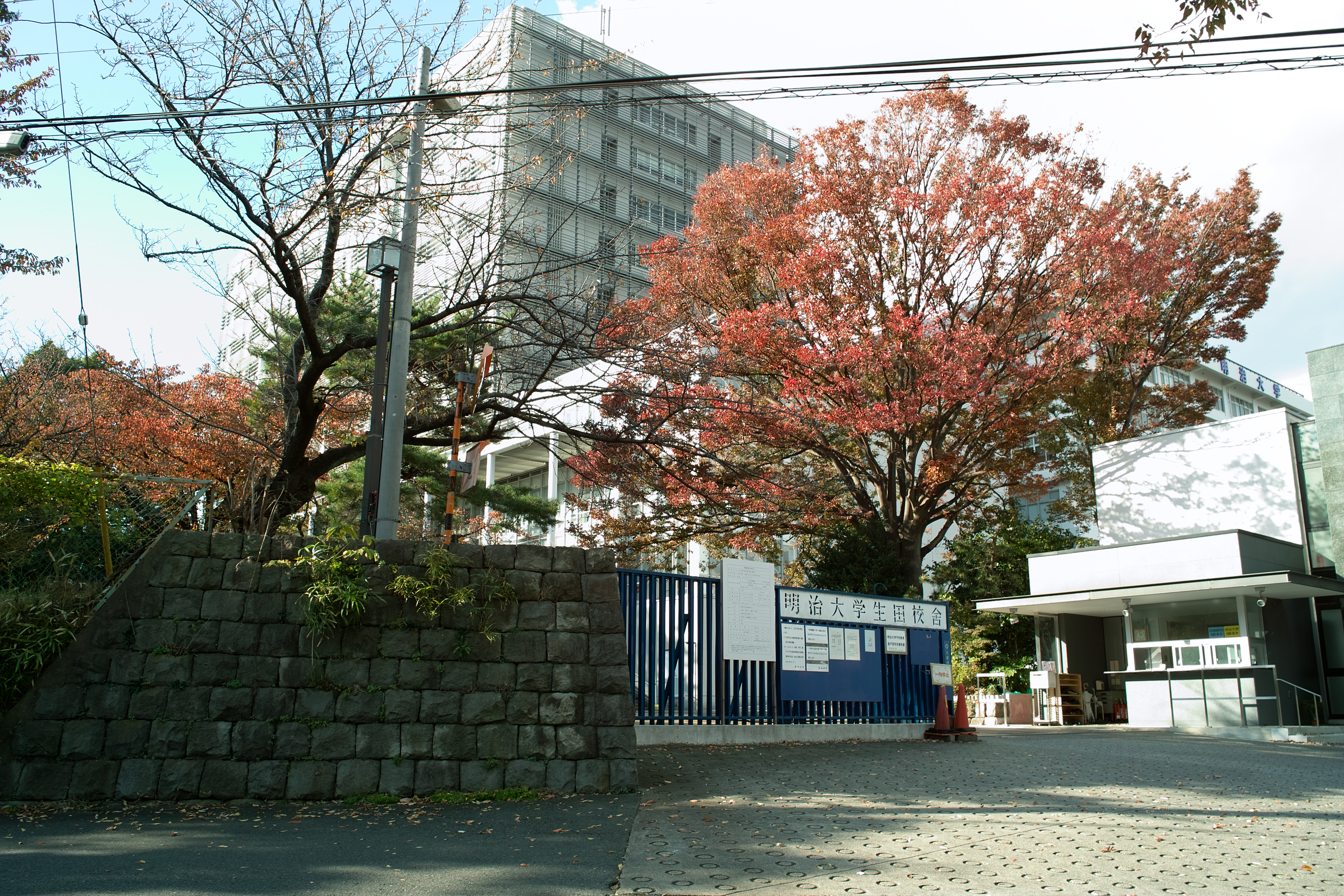
生田キャンパス

明治大学農学部（めいじだいがくのうがくぶ、英称：School of Agriculture）は、明治大学が設置する農学部。明治大学大学院農学研究科（めいじだいがくだいがくいんのうがくけんきゅうか）は、明治大学が設置する大学院農学研究科。
キャンパスは、明治大学生田キャンパス。

## 概説
明治大学農学部は、1946年設立の「明治農業専門学校」を起源とする。
1949年の新制大学の発足と同時に明治大学農学部は誕生し、農学科と農業経済学科の2学科でスタートした。1953年には農産製造学科を設置し、さらに2000年、生命科学科を新設して４学科体制となった。
2023年現在、明治大学農学部は、農学科、食料環境政策学科、農芸化学科、生命科学科の4学科で構成される。
農学科では、生産現場での技術的な合理性や可能性、人間を含む生物の生存環境について学ぶ。
食料環境政策学科では、産業や生活、地域として農業を学び、実際の生産・流通・消費の仕組みをグローバルかつローカルな視点で研究する。
農芸化学科では、農畜産物の機能や有用性を分析し、化学的な知識から食や栄養、生産環境を研究する。
生命科学科では、動植物、微生物の生命としての可能性を学び、研究する。
明治大学農学部は地球的な食料・環境問題を解決できるリーダーの養成を目指している。その為、明治大学農学部は4学科を互いに関連付けたカリキュラムで編成し、学生たちは専門分野以外についても学部内で自由に学べるようにしている。
明治大学農学部は経済産業省の支援による拠点整備事業として、食料の安定的供給と農業の産業化を実現する「植物工場」に関する研究開発・人材育成の全国8大拠点の一つとされている。
また、明治大学農学部は国際連合食糧農業機関（国連の承認を受けて，世界の食糧生産・農林水産業に関する情報と討議の場の提供や，各種提言と開発援助を行う機関）と協定を結んでおり、次世代農場モデルを世界に発信し国際協力に向けた研究開発が進められている。
生田キャンパスや明治大学黒川農場では、先端技術を駆使した栽培システムや、有機農法をはじめとする環境保全型システムを整備。地域や企業と大学の産学連携による多目的な都市型農場を目指し研究が行われている。

## 沿革
- 1946年（昭和21年） - 千葉県千葉郡誉田村に旧制明治農業専門学校を設立。
- 1949年（昭和24年） - 新制大学発足時に農学科と農業経済学科の2学科を設置。
- 1951年（昭和26年） - 旧制明治農業専門学校廃止。生田校舎に移転。
- 1953年（昭和28年） - 農産製造学科を設置（1968年農芸化学科に改称）。
- 1959年（昭和34年） - 大学院農学研究科農産製造学専攻（修士課程）を設置。
- 1967年（昭和42年） - 農産製造学科を農芸化学科と改称。
- 1978年（昭和53年） - 大学院農学研究科農産製造学専攻を農芸化学専攻と改称し、博士前期・後期課程設置。農学専攻（修士課程）設置。農業経済学専攻（修士課程）設置。
- 1984年（昭和59年） - 農学科に農学専修、動物生産学専修および農業土木・緑地学専修の三専修を実施
- 1990年（平成02年） - 大学院農学研究科（農学専攻・農業経済学専攻）修士課程を廃止し、博士前期・後期課程を設置。
- 2000年（平成12年） - 生命科学科を設置。
- 2003年（平成15年） - 大学院農学研究科生命科学専攻（博士前期・後期課程）を設置。
- 2008年（平成20年） - 農業経済学科を食料環境政策学科へと改称。
- 2012年（平成24年） - 川崎市黒川地区の13.3ヘクタールの土地に、先端技術を集積した総事業費数十億円の研究・実習施設「明治大学黒川農場」を開設。文理融合型の教養教育と専門教育を実施。
- 2014年（平成26年） - 千葉市緑区誉田町の誉田農場の運営終了。
- 2020年（令和02年） - 誉田農場跡地に「明治大学農学部発祥の地」の記念碑を設置。

## 組織

### 農学部
- 農学科
- 食料環境政策学科
- 農芸化学科
- 生命科学科

### 農学研究科（博士前期課程・博士後期課程）
- 農芸化学専攻
- 農学専攻
- 農業経済学専攻
- 生命科学専攻

## 学部長
- 竹本 田持

## 黒川農場

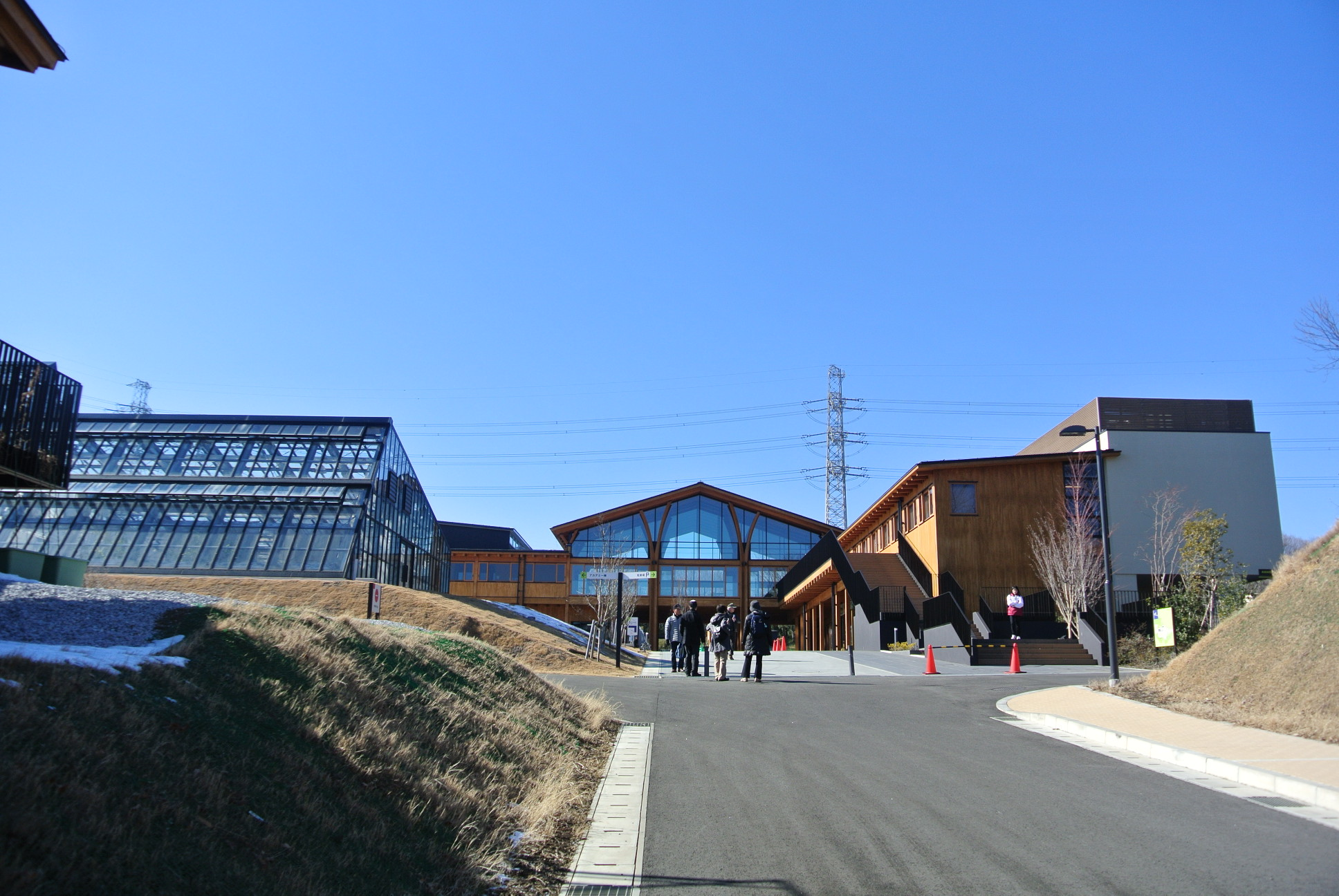
黒川農場

- 所在地:神奈川県川崎市麻生区黒川2060-1
- 本館、アカデミー棟、展示温室、自然生態園、有機圃場、実習圃場、加工実習棟、温室、ペレット生産場などからなる。

2012年に、環境・自然・地域との共生をコンセプトとして、神奈川県川崎市黒川地区に開設。農場内の本館、アカデミー棟など主要建築物はアイ・エヌ・エー新建築研究所が設計。総事業費数十億円の先端技術を有する「アグリエコファーム」であり、里山、ビオトープ、バイオマスエネルギー循環システム、雨水利用システム、風力発電等の未来型エコシステムを完備し幅広い実習教育や研究開発が可能となっている。植物工場的先端技術を駆使した生産システムや、有機農法をベースとした環境保全型生産システムなどを併せ持つ農場であり、世界に向けた次世代農場モデルの発信、国際協力を企図する。
明治大学のサテライトキャンパスであると同時に、黒川地区が位置付けられている農業公園構想の中核的存在となっている。多摩ニュータウンなどの市街地に近いものの、斜面の雑木林の緑と水田、畑、小川が織りなすモザイク状の景色が美しい里山が保存されている。農場内の自然生態園は、元々現地に生息していた動植物の生態環境が保存されており、雑木林や小川、草地など、丘陵地の自然をコンパクトに理解できる形態になっている。丘陵地特有の植物である、キンラン、タマノカンアオイ、ノハナショウブ、水生生物のカワモズクなどの絶滅危惧種が生息している。

### 主な研究事例
- ICTを活用した農法の開発。クラウド環境を提供するマイクロソフトやルートレック・ネットワークなどの事業者との、センサーデータ活用による農法の事業化などの共同開発。
- ユーグレナ、戸田建設、DAインベント、ルートレック・ネットワークス等との、ユーグレナを原料とした有機液肥による果物栽培。
- 未来型農業の確立を目指し、ハウスでのホウレンソウやトマト、植物工場でのレタスなどの水耕栽培を実施し、酸素供給やオゾンによる殺菌のためのマイクロバブル技術の研究開発。

## 国際連合食糧農業機関（FAO）

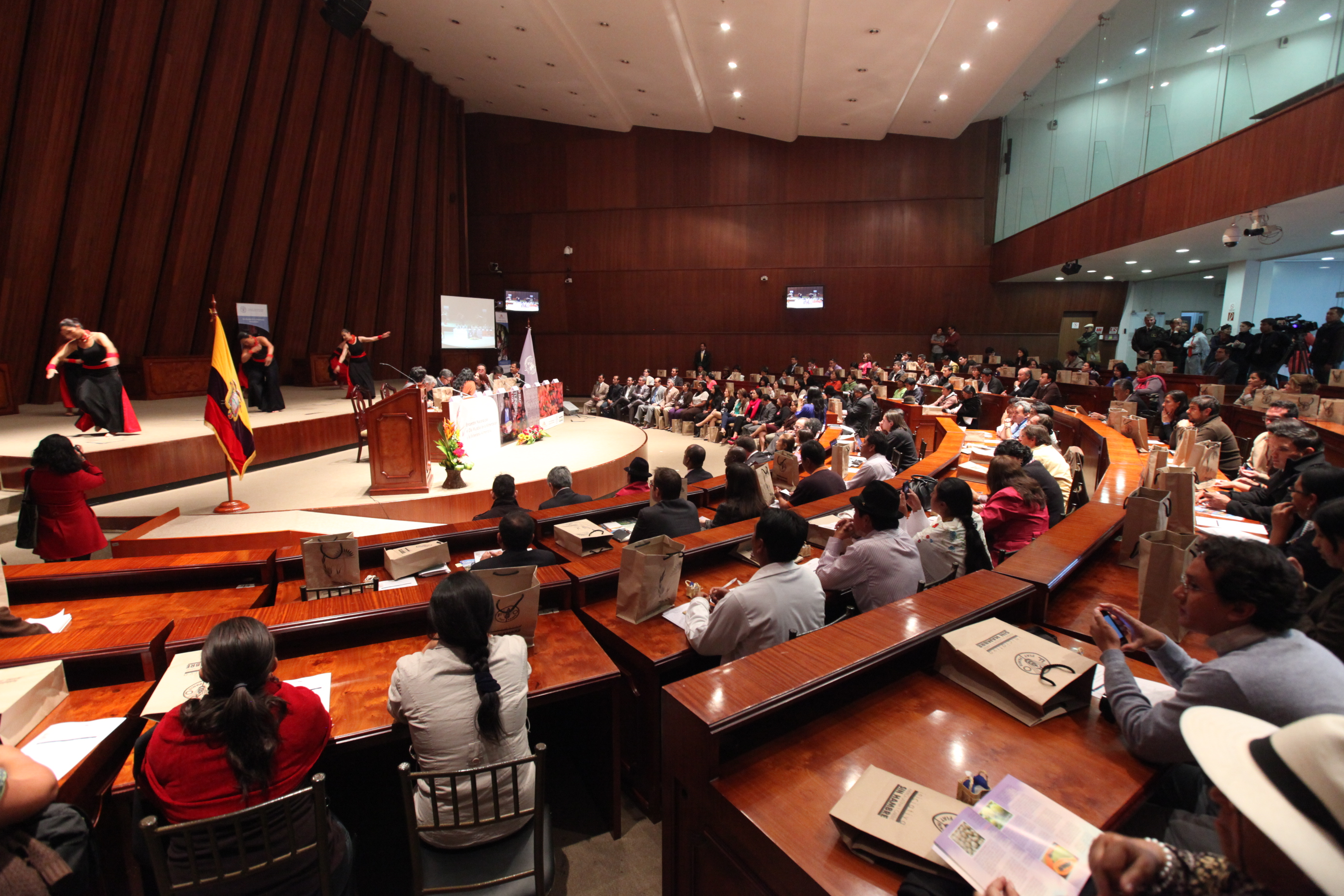
国際連合食糧農業機関本部（ローマ）

日本の大学で初めて国際連合食糧農業機関（FAO、国連の承認を受けて，世界の食糧生産・農林水産業に関する情報と討議の場の提供や，各種提言と開発援助を行う機関）と協定を締結。次世代農場モデルを世界に発信し国際協力に向けた研究開発が進められている。
明治大学黒川農場では、先端技術を駆使した栽培システムや、有機農法をはじめとする環境保全型システムを整備。地域や企業と大学の産学連携による多目的な都市型農場を目指し研究が行われている。
ICTやAIの活用による省力化、新農法の研究開発などにより、農業をとりまく事業全体を経営、プロデュースする人材の育成を企図する。

## 植物工場基盤技術研究センター
農業の産業化及び、食料の安定的供給に向けた「植物工場」の普及拡大を図るべく、研究開発・技術普及及び人材育成拠点の整備事業として開設。日本の植物工場に関する研究開発・人材育成の全国8大拠点の一つとして研究開発を推進する。 

## 明治大学バイオリソース研究国際インスティテュート（MUIIBR）
MUIIBR (Meiji University International Institute for Bio-Resource Research) 
次世代の医療技術開発に貢献する生物資源の創出・維持・活用を行うことを目的として、明治大学を中心とした国内外の大学・研究機関・企業等のネットワークによって構築された国際研究組織。
農学、特に Animal Biotechnology を基盤として、人類の健康に直結する重要課題に取り組み、ヒトとの様々な類似性を持ったブタをプラットフォームとしたトランスレーショナルリサーチにより、未来の医療を実現化する研究開発を推進。発生工学・動物資源プロジェクト、臓器再生・臓器移植プロジェクトなどが進行中である。

### 主な連携機関
- ルートヴィヒ・マクシミリアン大学ミュンヘン
- スタンフォード大学
- 東京大学医科学研究所
- 東北大学国際高等研究教育機構
- 大阪大学大学院医学系研究科
- 熊本大学発生医学研究所
- 慶応義塾大学医学部臓器再生医学講座
- 東京慈恵会医科大学DNA医学研究所
- 北里大学獣医学部
- 国立成育医療研究センター

## 卒業生・進路
卒業後の進路は、食品、製薬、化粧品などを始めとする製造業や、情報通信、金融、商社、建設業界等々多岐に亘る。また、国家公務員試験総合職試験を経て、農林水産省、環境省などにキャリア採用で入省する者なども毎年一定数いる。農業、林業に進む者は1～2%程度にとどまる。
また、一般的に研究者養成色が強い国立大学農学部に比べ、私大農学部は実学傾向が強いとされている中、研究分野においても、リケジョの魁の一人である藤井紀子・京都大学名誉教授や、ネイチャー『今年の10人』、タイム『世界で最も影響力のある100人』などに選出され、将来の日本人ノーベル賞候補者の一人として名が挙げられる林克彦・大阪大学教授などのOBが誕生している。

## 日本の食文化との関わり

### ワイン
日本ワインに革命を起こすとしてワイン開発に邁進し、「日本ワイナリーアワード」や「日本ワインコンクール」などの各賞を受賞してきた、明大農学部OBで「小布施ワイナリー」オーナーの曽我彰彦や、「ボー・ペイサージュ」オーナーの岡本英史らの奮闘の様子が、「ウスケボーイズ 日本ワインの革命児たち」として小説化され、2009年小学館ノンフィクション大賞を受賞。更に2018年に映画化された際には、マドリード国際映画祭最優秀外国語映画作品賞と最優秀外国語映画主演男優賞を受賞した。

### 熟成肉
乾燥熟成肉の普及、市場拡大に向けて、農学部教授の村上周一郎が熟成に適したカビの胞子を付けて、有毒なカビや腐敗・食中毒菌の侵入を防ぎつつ熟成を進められる「エイジングシート」を開発。著名飲食チェーン、有名ホテル・レストランなどで導入が進められると共に、一般ユーザ向けの商品も提供開始された。熟成肉専門店を運営するフードイズム社と共同開発したエイジングシートは、ヘリコスティラム属の菌を、村上と協力したミートエポック社はケカビを利用する。

### チーズ
モッツァレラチーズ、カマンベールチーズ、チェダーチーズなどに代表されるナチュラルチーズに於いて、日本国内の製造の先駆けでとなったアトリエ・ド・フロマージュは、創業者が明大農学部の聴講生となって応用微生物をはじめとする食品化学を学び、開発、商品化に至らしめたものである。

## 恒例イベント等
- 「明治大学フィールドデー」が例年開催され、日本最大の産直通販サイト「食べチョク」など様々な民間企業とのタイアップの下、産官学連携により、トマト、アスパラガスなどを始めとする各食材の魅力や、栽培技術の最新動向などを始めとする生産現場の情報などを多角的に発信。消費者に求められる食材の追求に向け、消費者・生産現場・種苗メーカーなど様々な観点を包含した食文化全体の観点から各食材の深堀りをすべく、シンポジウム、品評会などが行われる。
- 例年秋に収穫祭を開催。最先端の生産、研究を行う農場のガイドツアーやや自然生態園のガイドウォークの他、産学共同研究の紹介、農場の野菜や野菜を使用したスイーツ、パスタ、パンなどの販売、コンサートなどを開催。
- JTBとタイアップし毎年、数回の親子向け農業体験プログラムを開催。
- 一般向けのアグリサイエンスアカデミー講座、定期的な自然科学系シンポジウムなどの開催。

## スポーツとの関わり

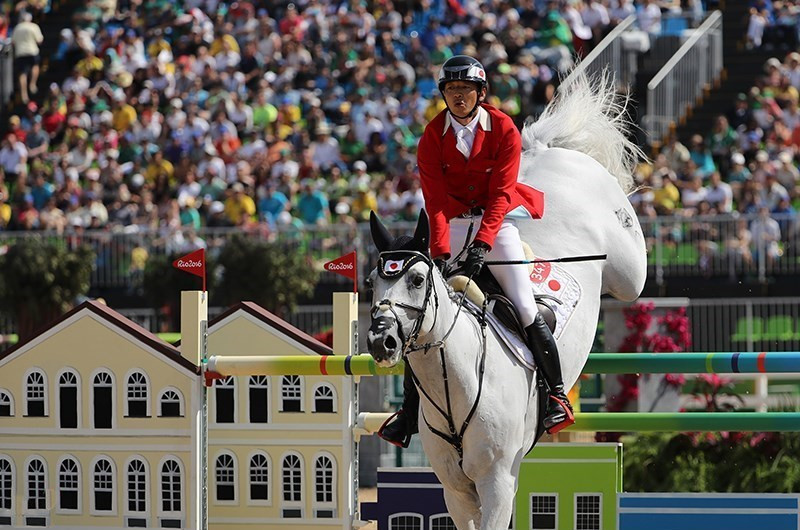
2016年リオデジャネイロオリンピックで演技する福島大輔（農学部OB）

### 明治大学馬術部
農学部が設置されている明治大学生田キャンパス内に、明治大学馬術部の馬場が設置されていることなどもあり、馬術部の選手は農学部生の割合が比較的高く、多くのオリンピアンの農学部OBが存在する。

### 明治大学山岳部
国民栄誉賞受賞の冒険家植村直己を始め、山岳部関係者の農学部OBも多く、生田キャンパス内には植村の記念碑が設置されている。また、植村の半生を描いた映画「植村直己物語」では明大農学部の後輩にあたる西田敏行が主演の植村役を務めた。

### その他
2023年までの直近10年で日本学生選手権水泳競技大会6回の優勝を誇り、歴代のオリンピックをはじめ数々の国際大会に選手を送り出してきた水泳部は、生田キャンパス内の合宿所併設の屋外プール（50m）を本拠とし、創部当初より小笠原流宗家を師範とし、過去71回の全日本学生弓道選手権大会で10度の優勝を誇る弓道部も生田キャンパス内に弓道場を設置しており、部長以下、幹部陣をはじめ農学部関係者の比率が高い。

## 主な教職員
- 江川友治 - 農林水産省農業生物資源研究所所長
- 森滝健一郎 - 地理学、水資源問題、災害問題
- 中原重樹 - 初代日本食肉科学会会長
- 丹羽鼎三 - 日本造園学会会長
- 輿水肇 - 日本造園学会会長、日本緑化工学会会長、日本芝草学会会長、「TOKYO GREEN 2020推進会議」会長
- 太田敏兄 - 農学部教授、参議院議員
- 藤井義晴 - 農学、アレロパシー研究、東京農工大学名誉教授、文部科学大臣表彰科学技術賞
- 大山陽生 - 造園学、緑地意匠学、日本公園緑地協会北村賞
- 下山重丸 - 都市計画家、造園家、日本造園修景協会下山奨励賞命名者
- 小田切徳美 - 農政学、地域ガバナンス論、放送大学客員助教授（政策経営プログラム）
- 大江徹男 - 食料・農畜産物流通、国際協力機構（旧国際協力事業団）、農林中金総合研究所
- 丸山邦雄 - 旧満州在留邦人の祖国引揚げ（葫芦島在留日本人大送還）の立役者、「満州 奇跡の脱出」のモデル
- 井上和衛 - 明治大学農学部教授、都市農村交流活性化機構理事、大原記念労働科学研究所社会科学研究部長
- 角田幸彦 - 名誉教授、哲学
- 中島公子 - フランス文学
- 笠原茂 - 日本アマチュアレスリング協会副会長、1956年メルボルンオリンピック代表
- 井川憲明 - 日本感性工学感性商品研究部会副会長、日本景観学会理事
- 金子九郎 - 日本造園学会常務理事、日本公園緑地協会北村賞
- 塩島大 - 衆議院議員
- 新田貞章 – 農業史、経済史
- 吉本光希 - 植物分子細胞生物学・植物生理学
- 岩河信文 - 農学部教授、日本造園学会常務理事、都市計画研究所顧問
- 甲斐良治 – 客員教授、農業ジャーナリスト賞
- リサ・ヴォート - グローバル・コンピテンシー
- 金丸弘美 - 食環境ジャーナリスト、総務省地域力創造アドバイザー、内閣府地域活性化伝道師

## 出身者
学術
- 藤井紀子 - 京都大学名誉教授、東京医科歯科大学医学博士、放射線医学
- 林克彦 - 大阪大学教授、ネイチャー『今年の10人』、タイム『世界で最も影響力のある100人』
- 福田真嗣 - 慶應義塾大学先端生命科学研究所特任教授、「世界で影響力のある研究者2024」（クラリベイト・アナリティクス）
- 澤本和延 - 名古屋市立大学脳神経科学研究所所長、東京大学医学博士
- 鈴木伸一 - 東京農業大学教授
- 松原幹 - 中京大学講師、京都大学理学博士
- 藤本一美 - 日本政治学会理事、日本臨床政治学会理事長
- 中川雄一郎 - 明治大学政治経済学部教授
- 井上和衛 - 明治大学農学部教授
- 井川憲明 - 明治大学農学部教授、日本感性工学感性商品研究部会副会長、日本景観学会理事
- 新田貞章 - 明治大学農学部教授

政治・行政
- 菱垣裕介 - ジョブストリート日本代表、元農林水産省官僚
- 小沼廣幸 - 明治大学アセアンセンター長、国際連合食糧農業機関事務局長補兼アジア太平洋局長
- 太田敏兄 - 参議院議員
- 山村健 - 衆議院議員、まち起こしプロデューサー
- 高橋千秋 - 参議院議員、民主党副幹事長、外務副大臣
- 海老澤順三 - 北海道北斗市長
- 倉光弘昭 - 青森県つがる市長
- 荻野正直 - 山梨県笛吹市長
- 柴谷光謹 - 大阪府八尾市長
- 村田弘司 - 山口県美祢市長
- 高門清彦 - 愛媛県伊方町長
- 松嶋盛人 - 福岡県みやま市長
- 照山俊一 - 大分県国東市長

経済
- 佐古則男 - ユニーグループ・ホールディングス社長
- 國井英夫 - 庄交コーポレーション社長、庄内交通会長
- 遠山卓治 - GEキャピタルリーシングCEO
- 佐野公哉 - 片倉工業社長
- 岡田茂 - 製粉協会会長、日本植物油協会副会長、昭和産業社長
- 田代伸郎 - EPSホールディングス代表取締役社長

食文化
- 曽我彰彦 - 小布施ワイナリーオーナー、『ウスケボーイズ 日本ワインの革命児たち』のモデル
- 岡本英史 - 「BEAU PAYSAGE」ワイナリー・オーナー
- 深作勝己 - 深作農園社長、日本農業賞大賞、農林水産祭内閣総理大臣賞
- 村井洋 - 永谷園取締役研究部長、お茶漬け海苔関連開発者
- 塚谷泰生 - ユーロコミッティ代表
- 井上こん - フードライター、うどん研究家

作家・ジャーナリスト・漫画家
- 二木啓孝 - ジャーナリスト、日本BS放送取締役報道局長
- 保阪嘉内 - 詩人、『銀河鉄道の夜』カムパネルラのモデル
- 岡田秀文 - 推理作家
- 大亀徹 - 著作家
- 山崎マキコ - 作家、エッセイスト
- あかほりさとる - 作家、脚本家、漫画原作者、SATZ社長
- 光瀬龍 - SF作家
- 西村宗 - 漫画家
- 田島みるく - 漫画家、小説家

アナウンサー・気象予報士
- 五十嵐椋 - NHKアナウンサー
- 日高充 - テレビ東京アナウンサー
- 松山香織 - アナウンサー、ジャーナリスト、「報道2001」司会者
- 羽村亜美 - アナウンサー
- 小野澤玲奈 - アナウンサー
- 田村正浩 - アナウンサー
- 船木正人 - 気象予報士
- 佐藤公俊 - 気象予報士

芸能
- 西田敏行 - 俳優、日本俳優連合理事長、日本アカデミー賞組織委員会副会長
- 向井理 - 俳優
- 斉藤アリス - ファッションモデル、ジャーナリスト、「Hanako ラボ」所長
- 山本美月 - ファッションモデル、女優、『東京スーパーモデルコンテスト』グランプリ
- 米谷奈々未 - 元櫻坂46
- 河崎実 - 映画監督
- 瀧川鯉昇 - 落語家、落語芸術協会理事
- 立川志獅丸 - 落語家
- がんばる太郎 - タレント

スポーツ
- 植村直己 - 登山家・冒険家、世界初の五大陸最高峰登頂者、国民栄誉賞受賞者
- 根深誠 - 登山家、ルポライター、ヒマラヤ未踏峰6座初登頂
- 三谷統一郎 - 登山家、ヒマラヤ8000m峰6座登頂、三井生命
- 高田繁 - 読売ジャイアンツV9メンバー、日本ハムファイターズGM、東京ヤクルトスワローズ監督、DeNAGM/フェロー
- 福島大輔 - 馬術選手、2020年東京オリンピック馬術6位、2016年リオデジャネイロオリンピック代表
- 高橋正直 - 馬術選手、2016年リオデジャネイロオリンピック代表、2018世界馬術選手権代表、2018年アジア競技大会団体優勝
- 弓良隆行（英語版） - 馬術選手、2012年ロンドンオリンピック代表、2018アジア大会総合馬術団体金
- 青山辰美 - 馬術選手、2020年東京オリンピック日本選手団役員、明大助監督
- 久保田貴士 - 全日本学生馬術選手権大会3連覇
- 高柳瑞樹 - 日本中央競馬会調教師
- 園原健弘 - 明治大学体育会競走部監督、1992年バルセロナオリンピック代表、日本陸上競技選手権大会優勝
- 柳田勝 - ライフル射撃選手、1992年バルセロナオリンピック・1996年アトランタオリンピック・2000年シドニーオリンピック・2004年アテネオリンピック代表
- 杉山恒治 - 1964年東京オリンピックレスリング代表
- 久米勇紀 - 元プロ野球選手（読売ジャイアンツ、福岡ソフトバンクホークス）
- 道渕諒平 - Jリーガー（ベガルタ仙台、ヴァンフォーレ甲府）

その他
- 小宮輝之 - 日本動物園水族館協会会長、恩賜上野動物園園長
- 永井清 - 多摩動物公園園長、井の頭自然文化園園長
- 新井裕 - エコロジスト、NPO法人むさしの里山研究会設立
- 山崎和樹 - 染色工芸家 、染色研究家、元東北芸術工科大学准教授
- 青木健 - 日本メモリースポーツ協会会長
- 松田雄一 - 国語教育者